# 海莉·詹森
海莉·詹森（英語：Hayley Jensen，1992年10月7日—），生于基督城，新西兰女子板球运动员。她曾代表新西兰国家队参加2022年英联邦运动会板球比赛，获得一枚铜牌。